# Štramberk

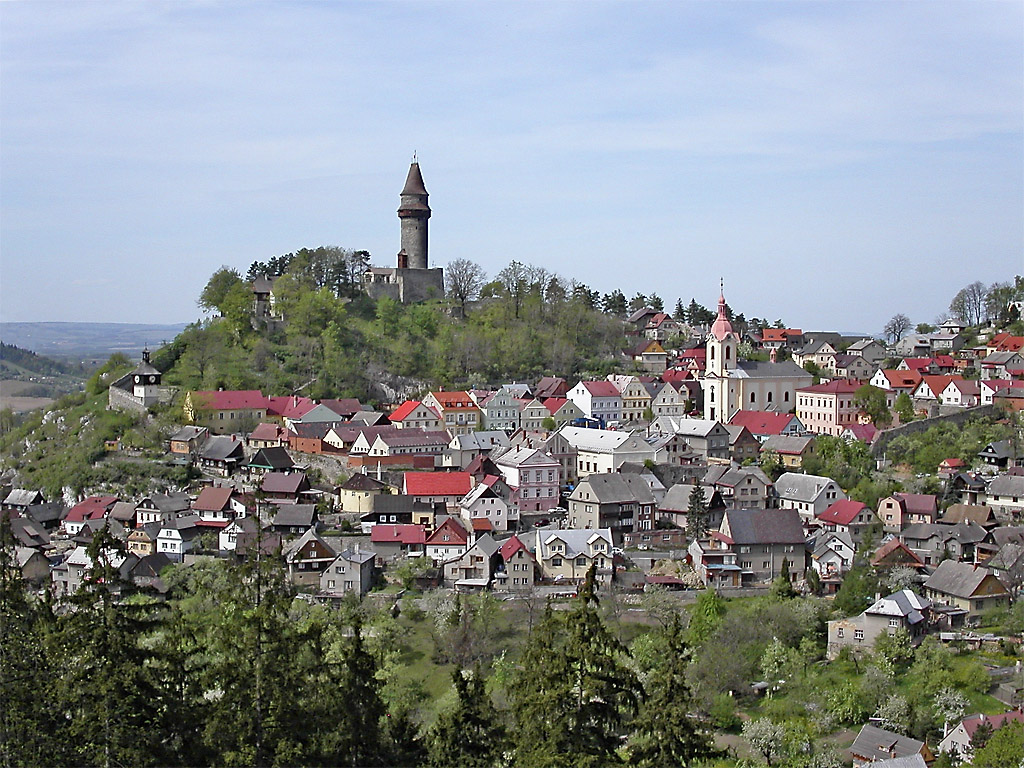
Štramberk (Stramberg), mit Turm Trůba der Burgruine Štramberk

Štramberk (deutsch Stramberg) ist eine Stadt in Tschechien. Sie liegt acht Kilometer östlich von Nový Jičín und gehört zum Okres Nový Jičín.

## Geographie
Štramberk befindet sich in einem Kessel in der Štramberská vrchovina (Stramberger Bergland). Nördlich erhebt sich der Burgberg (509 m n.m.) mit der Burgruine Štramberk, im Nordosten die Bílá hora (557 m n.m.) und südlich der Kotouč (511 m n.m.). Gegen Westen liegt das Tal der Sedlnice. Das Städtchen liegt auf dem Gebiet des Naturparks Podbeskydí.
Nachbarorte sind Závišice im Norden, Kopřivnice im Osten, Lichnov im Südosten, Ženklava im Süden, Životice u Nového Jičína im Südwesten, Žilina im Westen sowie Rybí im Nordwesten.

## Geschichte

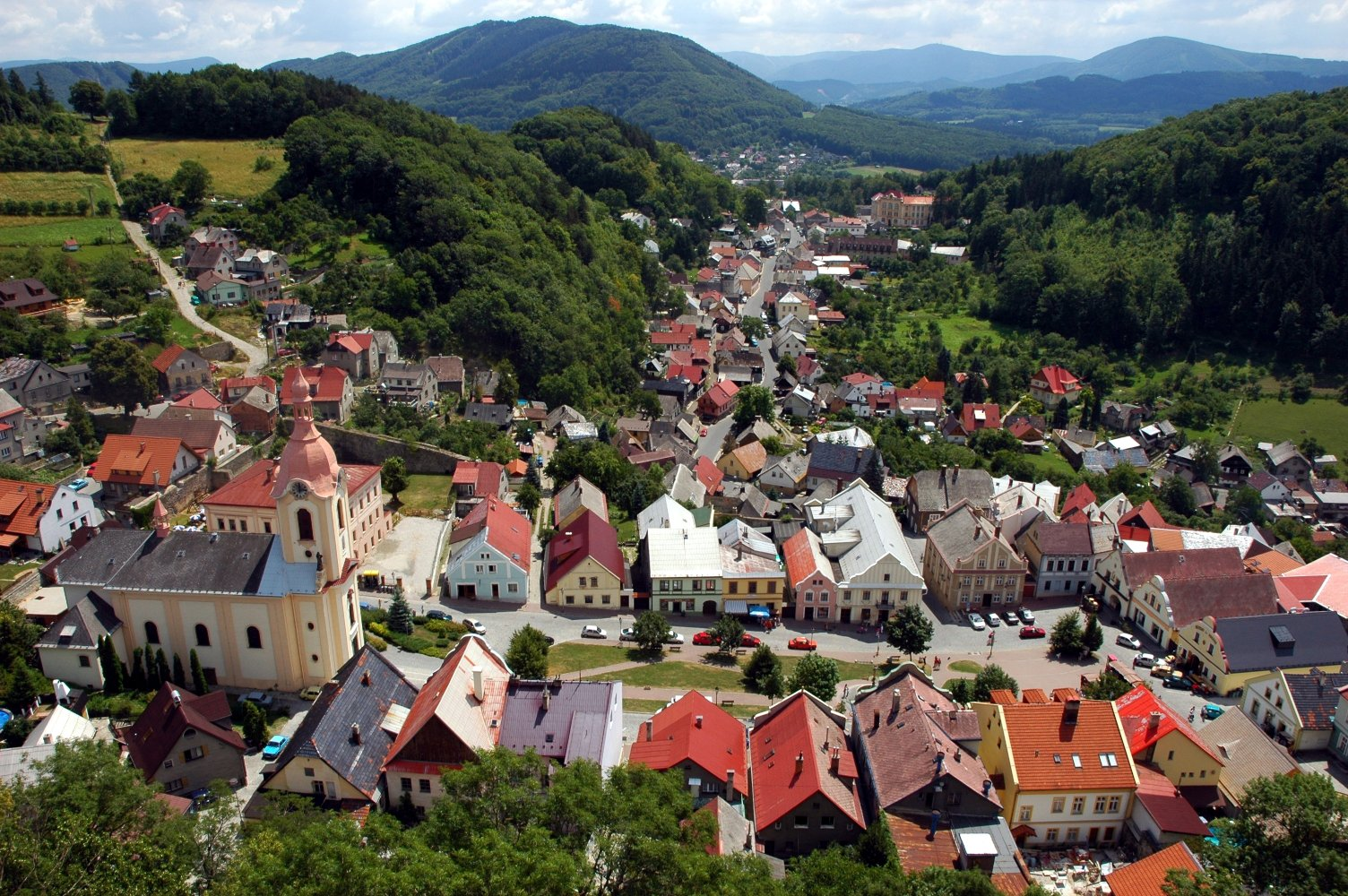
Stadtzentrum von der Burgruine aus gesehen

Fassade eines für die Stadt typischen Holzhauses

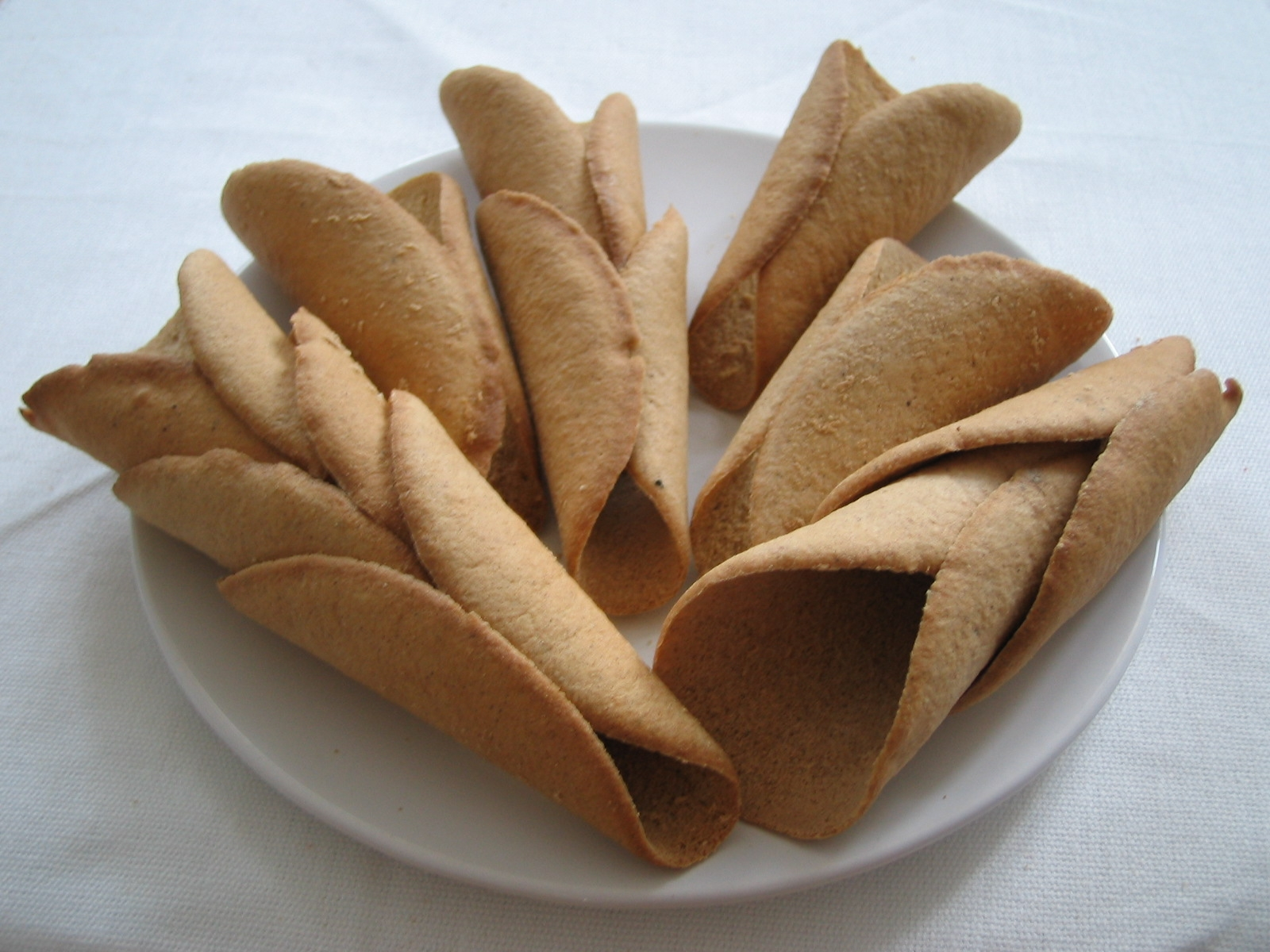
Traditionelles lokales Feingebäck „Štramberker Ohren“, der Legende nach am Ort gebacken zur Erinnerung an einen abgewehrten Überfall der Mongolen 1241

Das 1211 erstmals erwähnte Bergstädtchen im Zentrum der Štramberker Hochebene im Vorgebirge der Beskiden, wird auch „Mährisches Bethlehem“ genannt. Es wurde am 4. Dezember 1359 vom Sohn des böhmischen Königs Johann von Luxemburg, dem mährischen Markgrafen Johann Heinrich von Luxemburg, zur Stadt ernannt.
Am 8. Mai 1241 (Himmelfahrtstag) kam es zu einer Schlacht zwischen den Mongolen und den einheimischen Strambergern. Zur Erinnerung an den Sieg über die Mongolen, in derer verlassenem Lager laut Legende Säcke voll von den Christen abgeschnittenen Ohren gefunden wurden, welche die Mongolen als Trophäe ihrem Chan zu präsentieren pflegten, wird seit dieser Zeit lebkuchenartiges Süßgebäck, die so genannten „Štramberker Ohren (Ohrwatscheln)“ hergestellt.
Nach dem Münchner Abkommen wurde der Ort dem Deutschen Reich zugeschlagen und gehörte bis 1945 zum Landkreis Neu Titschein, Regierungsbezirk Troppau, im Reichsgau Sudetenland.

### Demographie
| Jahr | Einwohner | Anmerkungen                                                         |
| ---- | --------- | ------------------------------------------------------------------- |
| 1834 | 2.507     | in 398 Häusern, vorwiegend Katholiken (30 Protestanten)             |
| 1857 | 2.331     | [ 6 ]                                                               |
| 1900 | 3.052     | tschechische Einwohner, in 439 Häusern                              |
| 1930 | 3.591     | , davon 3497 Tschechen, 46 Deutsche und 45 Ausländer in 577 Häusern |
| 1939 | 3.524     | [ 9 ]                                                               |
| 1950 | 3.373     | in 678 Häusern                                                      |
| 1970 | 4.191     | in 773 Häusern                                                      |
| 2001 | 3.408     | in 910 Häusern                                                      |

## Gemeindegliederung
Für die Stadt Štramberk sind keine Ortsteile ausgewiesen. Grundsiedlungseinheiten sind Bařiny, Kotouč, Libotínské Paseky, Rybské Paseky und Štramberk. Zu Štramberk gehören zudem die Ansiedlungen Dražné, Na Kanadě, Na Kozině und Tamovice (Tannendorf).

## Sehenswürdigkeiten
Das historische Stadtzentrum wurde 1969 zum städtischen Denkmalreservat erklärt.
- Die Stadt dominiert die Ruine der Burg Štramberk (deutsch Strahlenberg) mit ihrem zylindrischen Turm (Trúba), der heute als Aussichtsturm genutzt wird.
- Berg Kotouč mit Aussicht, in drei Höhlen wurden in den Jahren 1878–1883 wichtige vorgeschichtliche Funde gemacht,[7] darunter Überreste des Beinknochens eines Neanderthaler-Kindes.
- Komplex der Volksarchitektur aus Blockhäusern aus dem 18. und 19. Jahrhundert
- Höhle Šipka
- Aussichtsturm Bílá Hora
- Botanischer Garten in einem ehemaligen Kalksteinbruch
- Museum über den Illustrator Zdeněk Burian
- Typische mährische Holzhäuser

Ortsansichten

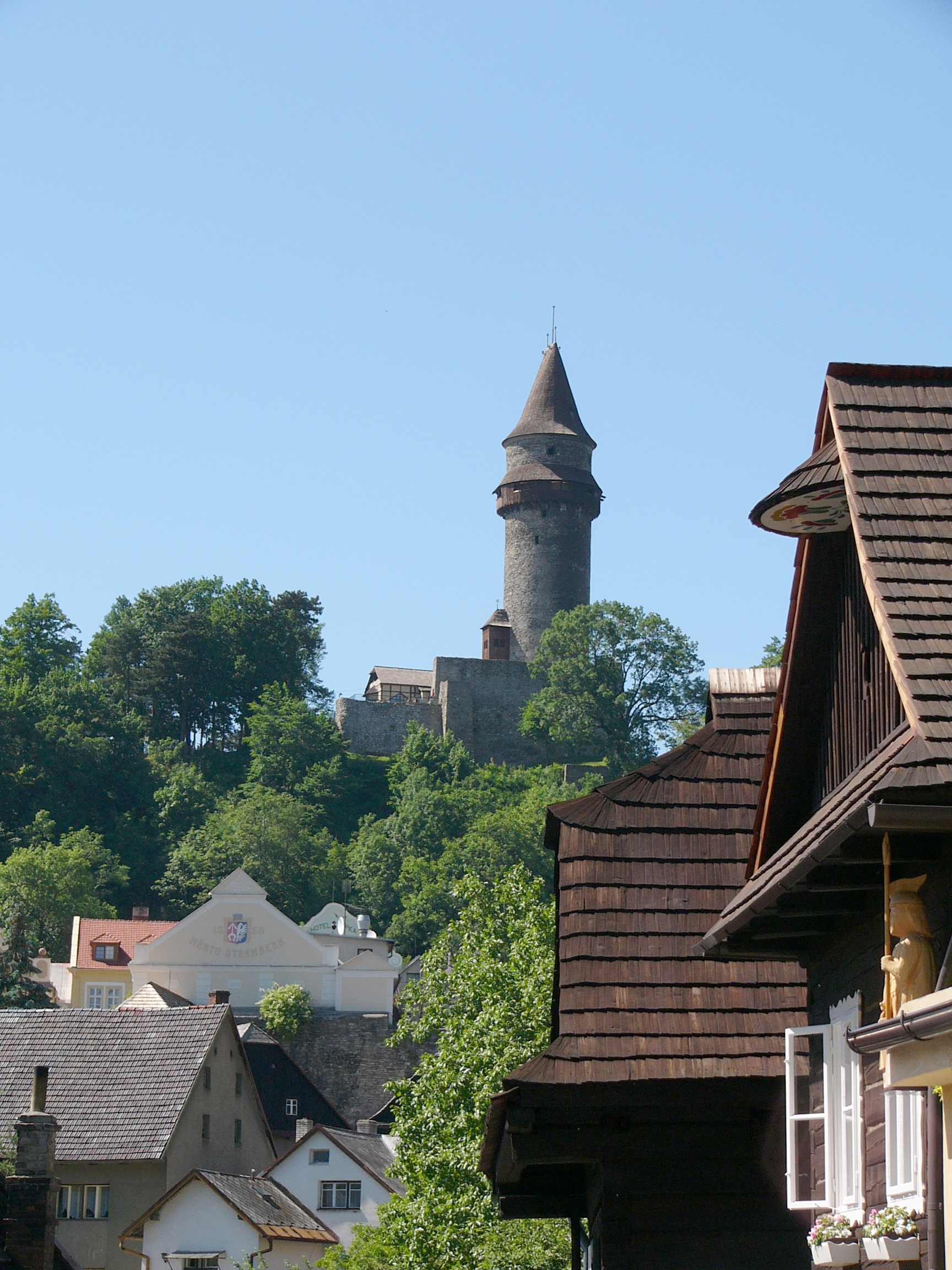
Turm der Burgruine
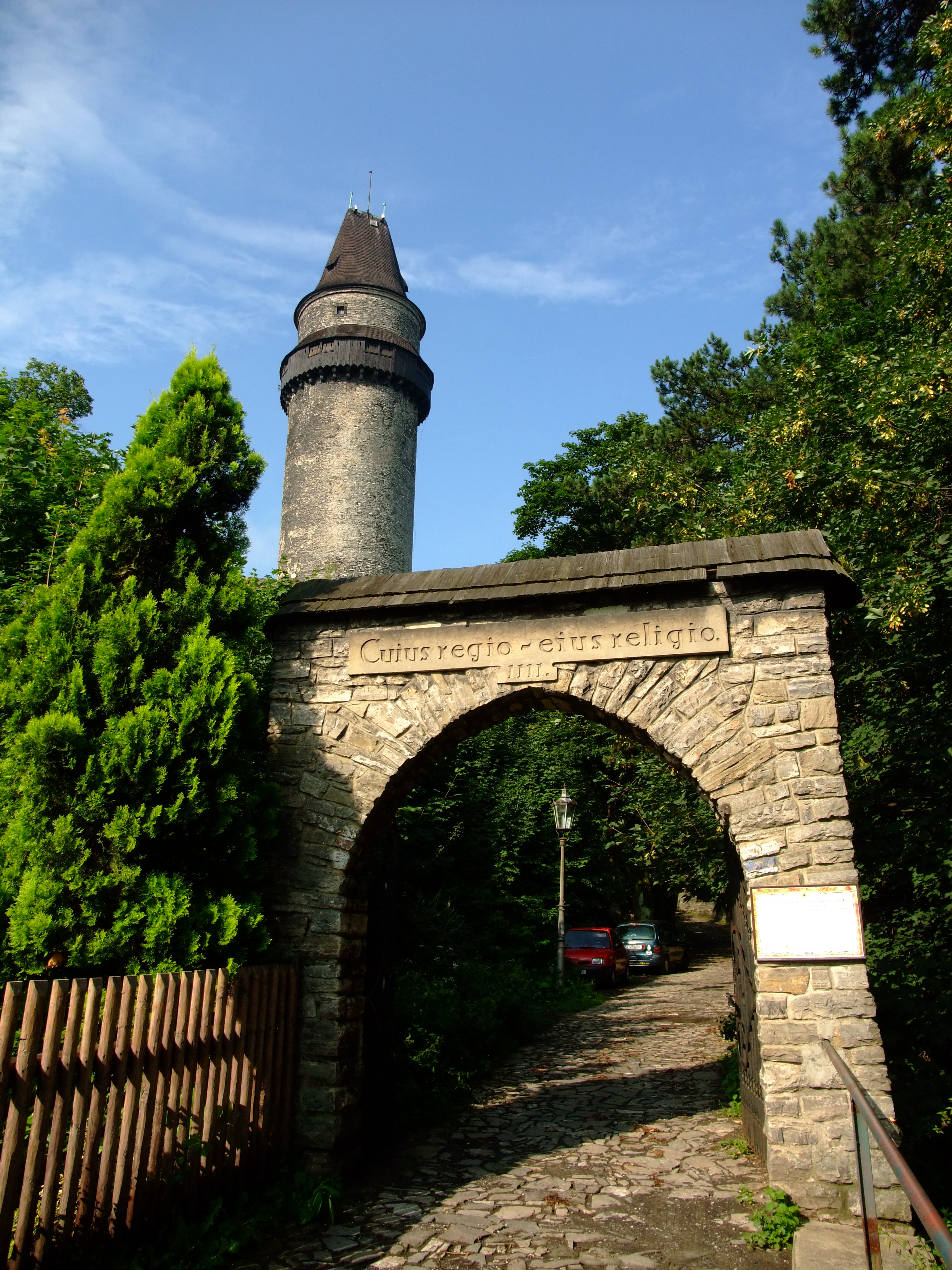
Mittelalterliches Tor
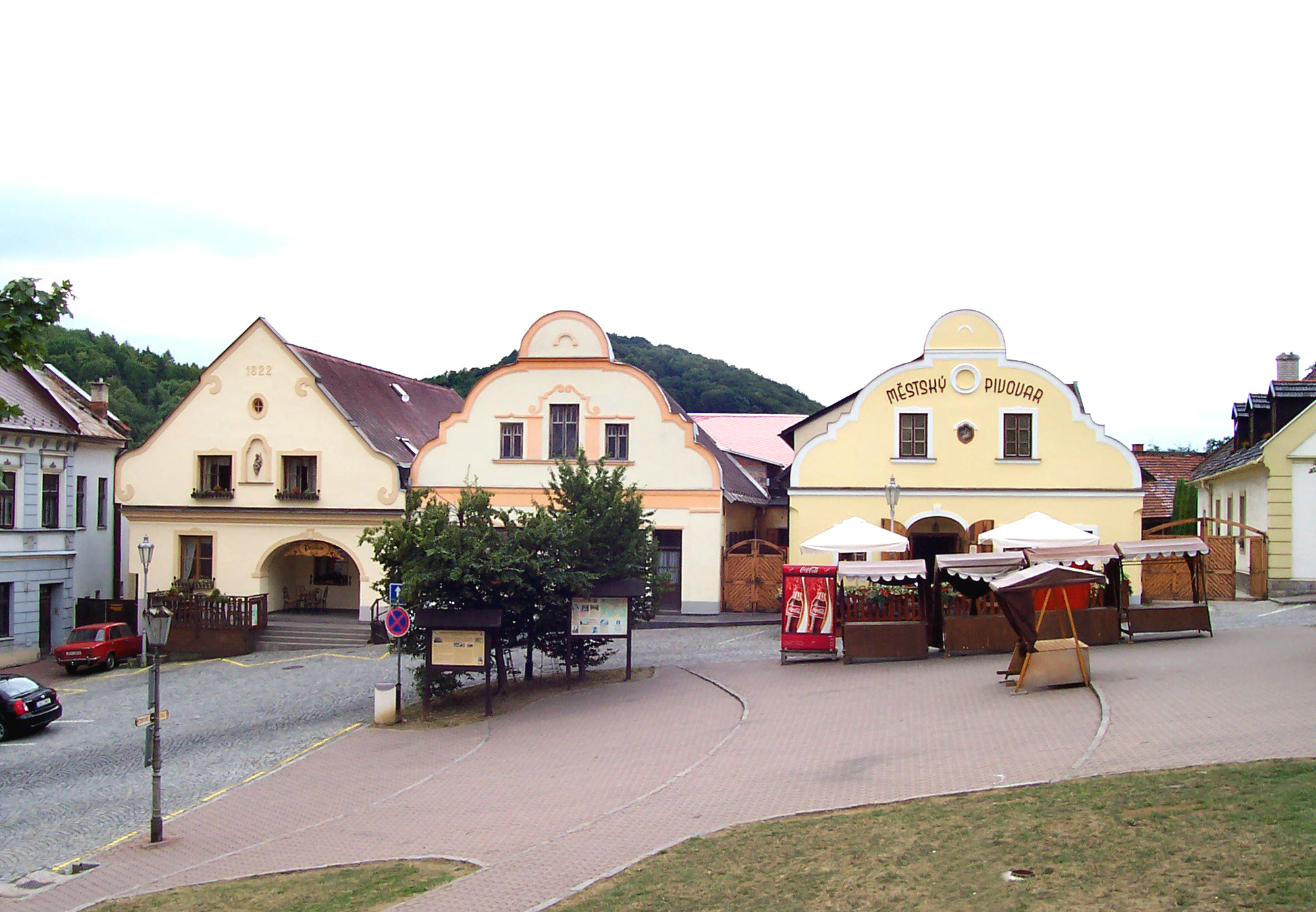
Alte Wohnhäuser
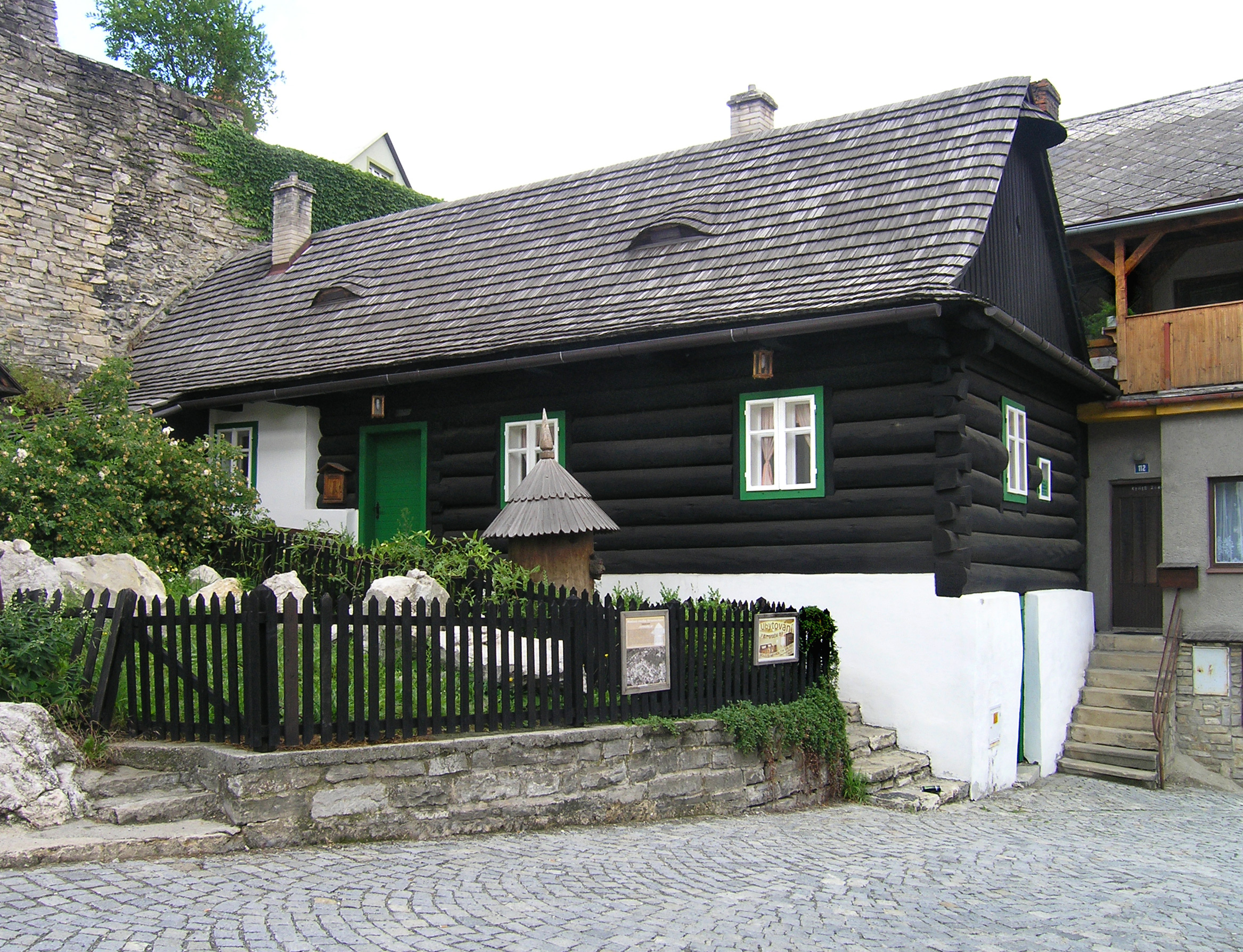
Typisches Holzhaus

## Söhne und Töchter der Stadt
- Martin Stephan (1777–1846), deutsch-amerikanischer Geistlicher
- Jiří Hanzelka (1920–2003), Weltreisender, Autor, Fotograf, Unterzeichner der Charta 77